# ㇵ
「ㇵ」は小書き片仮名の「ハ」であり、アイヌ語で使用される仮名のひとつである。前の音と組み合わせ1モーラを形成する。通常では使用されない。
主にアイヌ語の樺太地方の方言で使用され、前の音があ段で後にhの後が発音される場合に使用される。

## ㇵに関わる諸事項
- アイヌ語に対応する目的で、JIS X 0213で追加された仮名の一つである。
- 日本語の助詞を表す「は」を表す場合にこの字を使用する場合がある。
- ヘブライ語での神をあらわすヤハウェは、発音を正しく書く目的でヤㇵウェと書かれることがある。